# Toll Bar
Toll Bar är en by i distriktet Doncaster i South Yorkshire i England. Byn är belägen 33 km 
från Sheffield. Orten har 1 306 invånare (2015).